# Lu Chunlong
Lu Chunlong (chinesisch 陸春龍 / 陆春龙, Pinyin Lù Chūnlóng; * 8. April 1989 in Jiangyin) ist ein chinesischer Trampolinturner. Er wird von Hu Xinggang trainiert. Sein größter Erfolg ist der Gewinn der Goldmedaille bei den Olympischen Sommerspielen 2008.
Lu Chunlong wurde 2005 chinesischer Meister im Trampolinturnen. Im folgenden Jahr gewann er die Silbermedaille bei den Asienspielen 2006 in Doha. Bei den Trampolinweltmeisterschaften 2007 in Québec erreichte Lu den ersten Platz mit der Mannschaft und gewann damit die Goldmedaille. Er wurde in den chinesischen Kader für die Olympischen Sommerspiele 2008 in Peking berufen. Im Wettkampf konnte er sich gegen den Kanadier Jason Burnett und seinen Landsmann Dong Dong durchsetzen und wurde Olympiasieger.